# Luže
Luže so naselje v Občini Šenčur. Ime je nastalo zaradi pogostega poplavljanja potoka Olševnice.